# Фаттахов, Ильгиз Сулейманович
Ильгиз Сулейманович Фаттахов (7 марта 1986) — российский футболист, играл на позиции полузащитник и нападающего.

## Клубная карьера
Является воспитанником ставропольского СУОР. С 2004 по 2005 годы играл за различные любительские клубы. В 2006 году перебрался в клуб высшей литовской лиги «Каунас». Выступал в Кубке УЕФА, также на правах годичной аренды играл в Высшей лиге Белоруссии за «МТЗ-РИПО» из Минска. В составе которой он провёл два матча, но не отметился голами. Также выступал за «Шилуте». После окончания сезона 2008 года принял решение покинуть «Каунас», в связи с тяжелым финансовым положением клуба. 25 августа 2009 года подписал контракт с «Челябинском», где в том же сезоне, проведя 6 матчей во Второй Лиге завершил профессиональную карьеру. С 2010 по 2012 год играл в любительском клубе «Карелия-Дискавери», а с 2012 по 2012 в «Уралец-НТ».